# Luis Lobo
Pour les articles homonymes, voir Lobo.
Luis Lobo, né le 9 novembre 1970 à Buenos Aires, est un ancien joueur de tennis professionnel argentin.
Il fut notamment médaillé d'or aux Jeux panaméricains 1995 en double.
Toujours en double, il atteignit la 12e place mondiale le 21 juillet 1997.
Il a été l'entraîneur de Carlos Moyà.

## Parcours dans les tournois duGrand Chelem

### En simple
N'a jamais participé à un tableau final.

### En double
| Année | Open d'Australie           | Open d'Australie           | Internationaux de France   | Internationaux de France  | Wimbledon                | Wimbledon                 | US Open                       | US Open                 |
| ----- | -------------------------- | -------------------------- | -------------------------- | ------------------------- | ------------------------ | ------------------------- | ----------------------------- | ----------------------- |
| 1995  | 1er tour (1/32) J. Sánchez | M. Damm K. Nováček         | 1er tour (1/32) J. Sánchez | J. Hlasek D. Wheaton      | —                        | —                         | 1er tour (1/32) J. Sánchez    | P. Kilderry K. Kinnear  |
| 1996  | 2e tour (1/16) J. Sánchez  | S. Lareau A. O'Brien       | 1/8 de finale J. Sánchez   | I. Kafelnikov D. Vacek    | —                        | —                         | 1/4 de finale J. Sánchez      | G. Forget J. Hlasek     |
| 1997  | 1/8 de finale J. Sánchez   | M. Knowles D. Nestor       | 2e tour (1/16) J. Sánchez  | J. Eagle A. Florent       | —                        | —                         | 2e tour (1/16) J. Sánchez     | D. Randall J. Waite     |
| 1998  | 1/4 de finale J. Sánchez   | T. Woodbridge M. Woodforde | 2e tour (1/16) J. Sánchez  | F. Bergh P. Nyborg        | —                        | —                         | 1/4 de finale J. Sánchez      | M. Bhupathi L. Paes     |
| 1999  | —                          | —                          | —                          | —                         | —                        | —                         | 2e tour (1/16) M. Keil        | S. Lareau A. O'Brien    |
| 2000  | —                          | —                          | —                          | —                         | —                        | —                         | —                             | —                       |
| 2001  | —                          | —                          | —                          | —                         | —                        | —                         | 2e tour (1/16) L. Arnold Ker  | P. Haarhuis S. Schalken |
| 2002  | —                          | —                          | 1er tour (1/32) M. García  | W. Arthurs P. Hanley      | 2e tour (1/16) M. García | J. Björkman T. Woodbridge | 1er tour (1/32) L. Arnold Ker | E. Ferreira D. Rikl     |
| 2003  | 2e tour (1/16) J. I. Chela | W. Black K. Ullyett        | 1er tour (1/32) G. Gaudio  | Y. El Aynaoui T. Vanhoudt | —                        | —                         | —                             | —                       |

N.B. : le nom du ou de la partenaire se trouve sous le résultat ; le nom des ultimes adversaires se trouve à droite.

### En double mixte
| Année | Open d'Australie                   | Open d'Australie             | Internationaux de France | Internationaux de France | Wimbledon | Wimbledon | US Open | US Open |
| ----- | ---------------------------------- | ---------------------------- | ------------------------ | ------------------------ | --------- | --------- | ------- | ------- |
| 1997  | 1er tour (1/16) Laura Golarsa      | Alexia Dechaume Jim Grabb    |                          |                          |           |           |         |         |
| 1998  | 1er tour (1/16) Inés Gorrochategui | Anna Kournikova Mark Knowles | Finale S. Williams       | V. Williams J. Gimelstob | —         | —         | —       | —       |

N.B. : le nom de la partenaire se trouve sous le résultat ; le nom des ultimes adversaires se trouve à droite.